# Сухарєв Олександр Якович
Сухарєв Олександр Якович (рос. Сухарев Александр Яковлевич; 11 жовтня 1923, дер. Мала Трещівка, Воронезька губернія — 7 березня 2021, Москва) — радянський і російський вчений-правознавець і державний діяч, спеціаліст у галузі кримінального права, кримінального процесу та кримінології. Доктор юридичних наук, професор. Заслужений юрист РРФСР.
Обирався депутатом Верховної Ради РРФСР (1984).
Указом Президента РФ Дмитра Медведєва за високі заслуги в зміцненні законності та правопорядку раднику Генерального прокурора РФ Олександру Сухарєву 30 квітня 2010 року було присвоєно найвищий класний чин в органах прокуратури — дійсний державний радник юстиції Російської Федерації.